# Jaldihalli, Tarikere
Jaldihalli là một làng thuộc tehsil Tarikere, huyện Chikmagalur, bang Karnataka, Ấn Độ.